# Joe Osborn
Joe Osborn (28. srpna 1937 Mound, Louisiana, USA
– 14. prosince 2018) byl americký baskytarista. Svou kariéru zahájil hraním v různých lokálních klubech, a když mu bylo dvacet, přestěhoval se do Las Vegas a přesedlal z kytary na baskytaru. Zde strávil rok členstvím v kapele zpěváka Boba Lumana a roku 1960 začal vystupovat jako člen kapely Rickyho Nelsona. Přestože již v dobách členství v Nelsonově kapele působil jako studiový hudebník, na plný úvazek tuto práci přijal až v roce 1964. Během své kariéry studiového hudebníka spolupracoval s mnoha muzikanty, mezi které patří Neil Young, Paul Simon, Art Garfunkel nebo Billy Joel. V roce 2010 byl uveden do Louisiana Music Hall of Fame.